# خوذة برودي

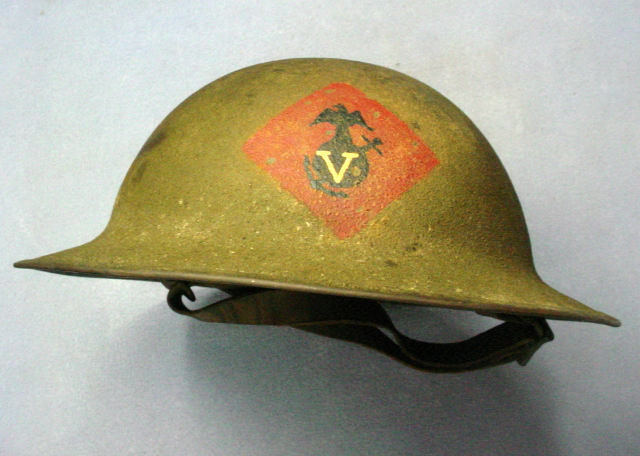
إحدى خوذات برودي التي ارتداها أحد الجنود الأمريكيين

خوذة برودي (بالإنجليزية:  Brodie helmet)‏ وتسمى في بريطانيا (Mark I) أما في الولايات المتحدة فقد كان يُطلق عليها (خوذة M1917)، كانت خوذة قتالية مصنوعة من الصلب صممها وحصل عليها على براءة الاختراع الإنجليزي (جون ليوبولد برودي)